# Drepanothrips reuteri
Drepanothrips reuteri är en insektsart som beskrevs av Jindřich Uzel 1895. Drepanothrips reuteri ingår i släktet Drepanothrips och familjen smaltripsar. Arten är reproducerande i Sverige. Inga underarter finns listade i Catalogue of Life.